# 280-я штурмовая авиационная дивизия
280-я штурмовая авиационная Островская дивизия (280-я шад) — соединение Военно-Воздушных сил (ВВС) Вооружённых Сил РККА штурмовой авиации, принимавшее участие в боевых действиях Великой Отечественной войны.

## Наименования дивизии
- 1-я ударная авиационная группа;
- 280-я бомбардировочная авиационная дивизия[1];
- 280-я смешанная авиационная дивизия[1];
- 280-я смешанная авиационная Островская дивизия[1];
- 280-я штурмовая авиационная Островская дивизия[1];
- Войсковая часть (Полевая почта) 49743[1].

## Создание дивизии
280-я штурмовая авиационная Островская дивизия сформирована 26 ноября 1944 года Приказом НКО СССР переформированием 280-й смешанной авиационной Островской дивизии в составе 7-й воздушной армии Резерва Верховного Главнокомандования.

## Расформирование дивизии
280-я штурмовая авиационная Островская дивизия в апреле 1946 года была расформирована вместе с полками в составе ВВС Московского военного округа. 958-й штурмовой авиационный Рижский полк передан в состав 277-й штурмовой авиадивизии 13-й воздушной армии Ленинградского военного округа и перебазирован на аэродром Раквере (Эстония).

## В действующей армии
В состав действующей армии не входила.

## Командир дивизии
| Звание    | Имя                          | Период                  | Примечание |
| --------- | ---------------------------- | ----------------------- | ---------- |
| Полковник | Подмогильный Пётр Михайлович | 26.11.1944 — 01.04.1946 |            |

## В составе объединений
| Дата          | Фронт (округ)                        | Армия                           | Примечания |
| ------------- | ------------------------------------ | ------------------------------- | ---------- |
| 26.11.1944 г. | Резерв Верховного Главнокомандования | 7-я воздушная армия             | -          |
| 09.05.1945 г. | Резерв Верховного Главнокомандования | 7-я воздушная армия             | -          |
| 10.06.1945 г. | Московский военный округ             | ВВС Московского военного округа | -          |
| 01.04.1946 г. | Московский военный округ             | ВВС Московского военного округа |            |

## Части и отдельные подразделения дивизии
За весь период своего существования боевой состав дивизии не претерпевал изменения:
| Период                  | Наименование                          | Вооружение                                   |
| ----------------------- | ------------------------------------- | -------------------------------------------- |
| 26.11.1944 — 31.03.1946 | 606-й штурмовой авиационный полк      | Ил-2, Ил-10, расформирован                   |
| 26.11.1944 — 31.03.1946 | 694-й штурмовой авиационный полк      | Ил-2, расформирован                          |
| 26.11.1944 — 31.03.1946 | 958-й штурмовой авиационный полк      | Ил-2, Ил-10, передан в 277-ю шад             |
| 01.01.1945 — 19.02.1945 | 858-й истребительный авиационный полк | Хоукер Харрикейн, переформирован в 858-й шап |
| 19.02.1945 — 31.03.1946 | 858-й штурмовой авиационный полк      | Ил-2                                         |

### Боевой состав на 9 мая 1945 года
| Наименование                     | Вооружение |
| -------------------------------- | ---------- |
| 606-й штурмовой авиационный полк | Ил-10      |
| 694-й штурмовой авиационный полк | Ил-2       |
| 858-й штурмовой авиационный полк | Ил-2       |
| 958-й штурмовой авиационный полк | Ил-10      |

## Базирование
| Период               | Место базирования |
| -------------------- | ----------------- |
| 01.07.1945 — 04.1946 | Смоленск          |

## Герои Советского Союза
- Кабишев Борис Дмитриевич, старший лейтенант, командир авиационной эскадрильи 958-го штурмового авиационного полка Указом Президиума Верховного Совета СССР от 23 февраля 1945 года удостоен звания Герой Советского Союза. Золотая Звезда № 5358.
- Мейлус Иван Игнатьевич, капитан, штурман 958-го штурмового авиационного полка Указом Президиума Верховного Совета СССР от 23 февраля 1945 года удостоен звания Герой Советского Союза. Золотая Звезда № 5350.
- Никитенко Николай Михайлович, младший лейтенант, командир звена 958-го штурмового авиационного полка Указом Президиума Верховного Совета СССР от 23 февраля 1945 года удостоен звания Герой Советского Союза. Золотая Звезда № 5339.